# Vjačeslav Atavin
Vjačeslav Vladimirovič Atavin (rusko Вячеслав Владимирович Атавин), sovjetski (ruski) rokometaš, * 4. februar 1967, Krasnodar.
Leta 1988 je na poletnih olimpijskih igrah v Seulu v sestavi sovjetske rokometne reprezentance osvojil zlato olimpijsko medaljo.
Med letoma 1988 in 1991 je nastopal za ZSSR in od leta 1992 za Rusijo.